# Fort Malher du Larmont inférieur
Le  fort du Larmont inférieur, appelé brièvement fort Malher, est un fortin militaire construit au XIXe siècle entre 1845 et  1851, donc avant la création du système Séré de Rivières. Il a été érigé dans le département du Doubs (région Bourgogne-Franche-Comté), sur la commune de La Cluse-et-Mijoux à 1 032 m d'altitude. Il avait pour missions de protéger le fort de Joux, de renforcer la défense du passage de la cluse de Pontarlier, et d'appuyer les actions menées par les troupes sur le sommet du Larmont.

## Raison d'être
Ce fortin sans bastion fait partie d'un ensemble défensif comprenant également :
- le fort du Larmont supérieur (dit fort Catinat),
- le fort de Joux (dit château de Joux),
- le fort de Saint-Antoine (dit fort Lucotte).

## Historique
Du fait de l'allongement de la portée de l'artillerie dans les années 1800, le site permet de bombarder le fort de Joux : en 1840, un programme de fortification est mis sur pied dans lequel figure le fortin. Sa construction débute en 1845 et se termine en 1851. Le fort porte alors le nom de fort neuf. 
Le fort défend la retraite de l'armée de l'Est vers la Suisse, les 1er et 2 février 1871. L'histoire locale  a retenu les exploits, sans doute grossis, de Léandre Merchet, menuisier originaire de La Cuse qui deviendra gardien de batterie du fort où il décédera en 1875 à la suite d'un accident. 
En 1877, 3 tonnes d'explosifs saisis par la douane explosent, détruisant entièrement les bâtiments,. Le fortin est reconstruit entre 1882 et 1884.
Par le décret du 21 janvier 1887, le ministre de la Guerre Georges Boulanger renomme tous les forts, batteries et casernes avec les noms d'anciens chefs militaires. Pour le fort du Larmont inférieur, son « nom Boulanger » est en référence au général de la Révolution Jean-Pierre Firmin Malher. Le nouveau nom est gravé au fronton de l'entrée. Dès le 13 octobre 1887, le successeur de Boulanger au ministère, Théophile Ferron, abroge le décret. Le fort reprend officiellement son nom précédent, tout en gardant les deux noms à son fronton.
La dernière présence militaire remonte à 1947, mais le fort reste propriété de l’Armée jusqu’en 1958, date à laquelle il est acheté, avec le fort de Joux, par le Syndicat d’Initiative de Pontarlier, regroupant la ville de Pontarlier et la commune de la Cluse-et-Mijoux.
Le 14 mars 1968, le fort du Larmont inférieur est inscrit au titre des monuments historiques, avant d'être classé, avec ses abords, par arrêté du 20 janvier 2014.

## Architecture

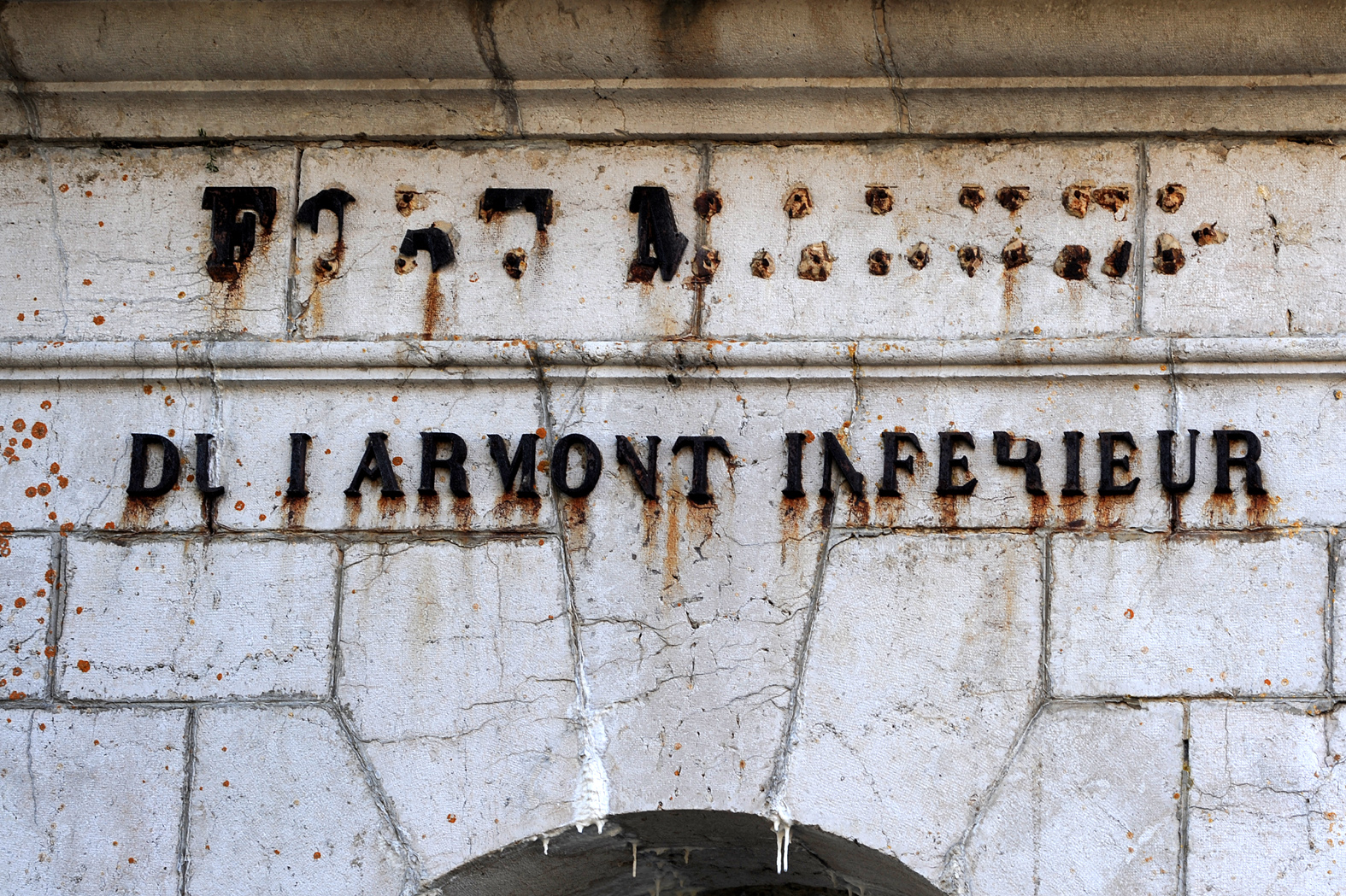

Plusieurs parties du fort ont été creusées à même la roche et l'ensemble s'étale sur 6 niveaux de locaux.
Il est composé de deux casernes à un seul étage, reconstruites en 1882.
Un corps de garde, le « fortin du Larmont » est réalisé, au fond de la cluse, de 1845 à 1851 puis modifié entre 1882 et 1884. Il est réaménagé en 1937 pour devenir un ouvrage de la ligne Maginot dans le secteur du Jura : blockhaus du Chauffaud et son barrage antichar type no 3  qui était situé en avant de l'ouvrage. Ce corps de garde défensif pouvait accueillir 20 hommes ; un chemin couvert de 230 marches avec murs de protection munis de créneaux de fusillade le relie au fort.

## Inscription et classement
Le site est inscrit en 1944 et les ouvrages (fort et blockhaus) classés en 2014.